# Romaszkowicze
Romaszkowicze (biał. Рамашкавічы; ros. Ромашковичи) – wieś na Białorusi, w obwodzie witebskim, w rejonie postawskim, w sielsowiecie Komaje.

## Historia
W czasach zaborów wieś w gminie Komaje, w powiecie święciańskim Imperium Rosyjskiego. W 1905 roku liczyła 212 mieszkańców, 214 dziesięcin.
W dwudziestoleciu międzywojennym wieś a następnie kolonia leżała w Polsce, w województwie wileńskim, w powiecie święciańskim, w gminie Komaje.
W 1931 w 44 domach zamieszkiwało 212 osób.
Miejscowość należała do parafii rzymskokatolickiej w Komajach. Podlegała pod Sąd Grodzki w Łyntupach i Okręgowy w Wilnie; właściwy urząd pocztowy mieścił się w Komajach.
W wyniku napaści ZSRR na Polskę we wrześniu 1939 miejscowość znalazła się pod okupacją sowiecką. 2 listopada została włączona do Białoruskiej SRR. Od czerwca 1941 roku pod okupacją niemiecką. W 1944 miejscowość została ponownie zajęta przez wojska sowieckie i włączona do Białoruskiej SRR.
Do 2004 roku w sielsowiecie Mieguny.